# Jockel
Jockel (auch Jockl) gilt als Kurz- bzw. Koseform für die Vornamen Jakob, Jörg oder auch Joachim. Daneben findet sich Jockel als Nachname oder als stehender Begriff.

## Jockel als Vorname
Im Odenwald wurde Jakob Ihrig (1866–1941) als „Raubacher Jockel“ bekannt. Im Geopark Bergstraße-Odenwald findet man den „Jockel-Rundweg“ rund um das Heimatdorf des „Raubacher Jockel“. Entlang des Wegs erzählen Tafeln Geschichten über den Jockel.
Die bekannteste Geschichte des „Raubacher Jockels“ ist ein Zusammentreffen mit einem der Grafen zu Erbach-Fürstenau im Falkengesäßer Forst.
Der „Raubacher Jockel“ wird seit den 1950ern als Odenwälder „Nationalheld“ empfunden, andere Quellen sehen ihn als modernen Dorftrottel seiner Zeit.
Besonders ist der Vorname Jockel auch aus einem Kinderreimlied bekannt (1. Strophe):
Da schickt der Herr den Jockel aus. Er soll den Hafer schneiden.
Der Jockel schneidt den Hafer nicht. Und kommt auch nicht nach Haus.
Weitere unter dieser Form bekannte Vornamensträger:
- Jockel Fuchs (1919–2002), deutscher Kommunalpolitiker (SPD), früherer Mainzer Oberbürgermeister
- Jockel Stahl (1911–1957), deutscher Tänzer
- Jockel Tschiersch (* 1957), deutscher Schauspieler und Kabarettist
- Jacob Herbstreith (Jockel H.; 1763–1845), deutscher Uhrmacher, Erfinder der Jockele-Uhr, einer Schwarzwälder Uhr, die nur ein Gewicht für Geh- und Schlagwerk benötigt.
- Jockel Finck (1962–2006), deutscher Fotojournalist und Pressefotograf

## Jockel als Nachname
„Jockel“ existiert aber auch als Nachname, so nachweislich im Königsberger Gebiet und in der Bukowina seit dem 18. Jahrhundert.
- Oscar Jockel (* 1995), deutscher Dirigent und Komponist

## Jockel als stehender Begriff
Vor allem in der Jugendsprache wird eine Person, die etwas Dummes getan oder gesagt hat, als (armer oder dummer) Jockel bezeichnet (vgl. Idiot). Jockel ist auch die Bezeichnung für einen törichten, ungeschickten Menschen.
Im mittelalterlichen Latein war ein „Joculator“ ein Spaßmacher oder Gaukler. Berufsmäßige Possenreißer und Darsteller komischer Szenen beherrschten die nachahmend-karikierende Tier- und Menschendarstellung ebenso wie monologische Persiflagen zu gängigen weltlichen Themen. Joculatoren traten – zumeist in kleineren Gruppen – auf öffentlichen Plätzen, bei Jahrmärkten und Festen auf und lebten vom Almosen ihrer Zuschauer. Sehr beliebt waren Joculatoren-Wettkämpfe, bei denen sich die Joculatoren gegenseitig in der Darstellung komischer Typen (Betrunkener, Schwachsinniger) zu überbieten suchten. In manchen Szenen trat auch eine Weibsperson als Partner auf, das „spilwip“. Joculatoren nahmen gerne aktuelle Geschehnisse zum Gegenstand für ihre Auftritte, die meist als possenreißerisch-obszön, seltener als anspruchsvoll persiflierend beschrieben wurden.
In der Seemannssprache dagegen bezeichnet Jockel einen Hilfsmotor, der im vorderen Schiffsteil weit entfernt von den Aufbauten während der Hafenliegezeit für den elektrischen Strom sorgt. Dabei ist sowohl ein Zusammenhang mit „dummer Jockel“ möglich, da er außer im Notfall zu nichts gut ist, als auch mit „juckeln“ bzw. „joggeln“, was so viel heißt wie langsam, ohne Eile holpernd, tuckernd laufen bzw. fahren. So stellt die „Jockelgruppe“ gemeinsam den Techniker vom Dienst, da ein laufender Motor stündlich zu prüfen ist. Bei der Marine wird ein Kompressor „Luftjockel“ genannt und das Komprimieren von Luft heißt „Luft jockeln“.

## Das Tübinger Jockele

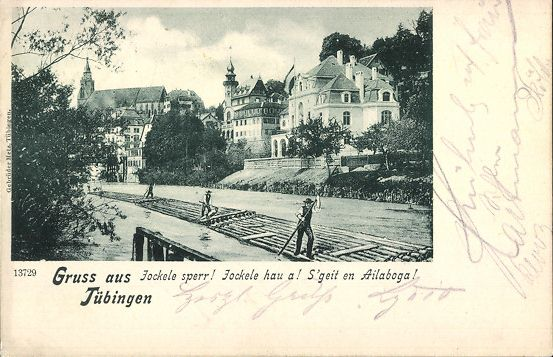
Jockele sperr! Jockele hau a! S’geit en Aialboga!

Das Tübinger Jockele ist eine – wie sein Vorbild – bedächtige und die Übersicht bewahrende Einzelfigur in der schwäbisch-alemannischen Fastnacht, basierend auf den historischen Schriften Auf den Spuren der Flößer von Emil Ell und Stadtbild im Wandel von Isolde Kurz. Er trägt eine an eine Zimmermannskluft erinnernde schwarze Cordjacke mit silbernen Knöpfen und Uhrenkette und hat immer einen Meterstab, eine Axt, die Stocherstange und ein dickes aufgewickeltes Hanfseil dabei. In Tübingen wurden die Neckarflößer von den Studenten mit dem Spottruf „Jockele sperr, sonscht gibt’s an saumäßige Elleboge“ geneckt, was so viel heißt wie „Jockele brems, sonst gibt es einen schlimmen Ellenbogen“. Als „Ellenbogen“ bezeichnete man ein durch Unachtsamkeit entstandenes klappmesserartiges Verklemmen der miteinander vertauten Flöße im Fluss.